# NGC 7020
NGC 7020 este o galaxie lenticulară situată în constelația Păunul. A fost descoperită în 22 iunie 1835 de către John Herschel. Se află la o distanță de 43,49 de megaparseci de Pământ.